# Mosquete

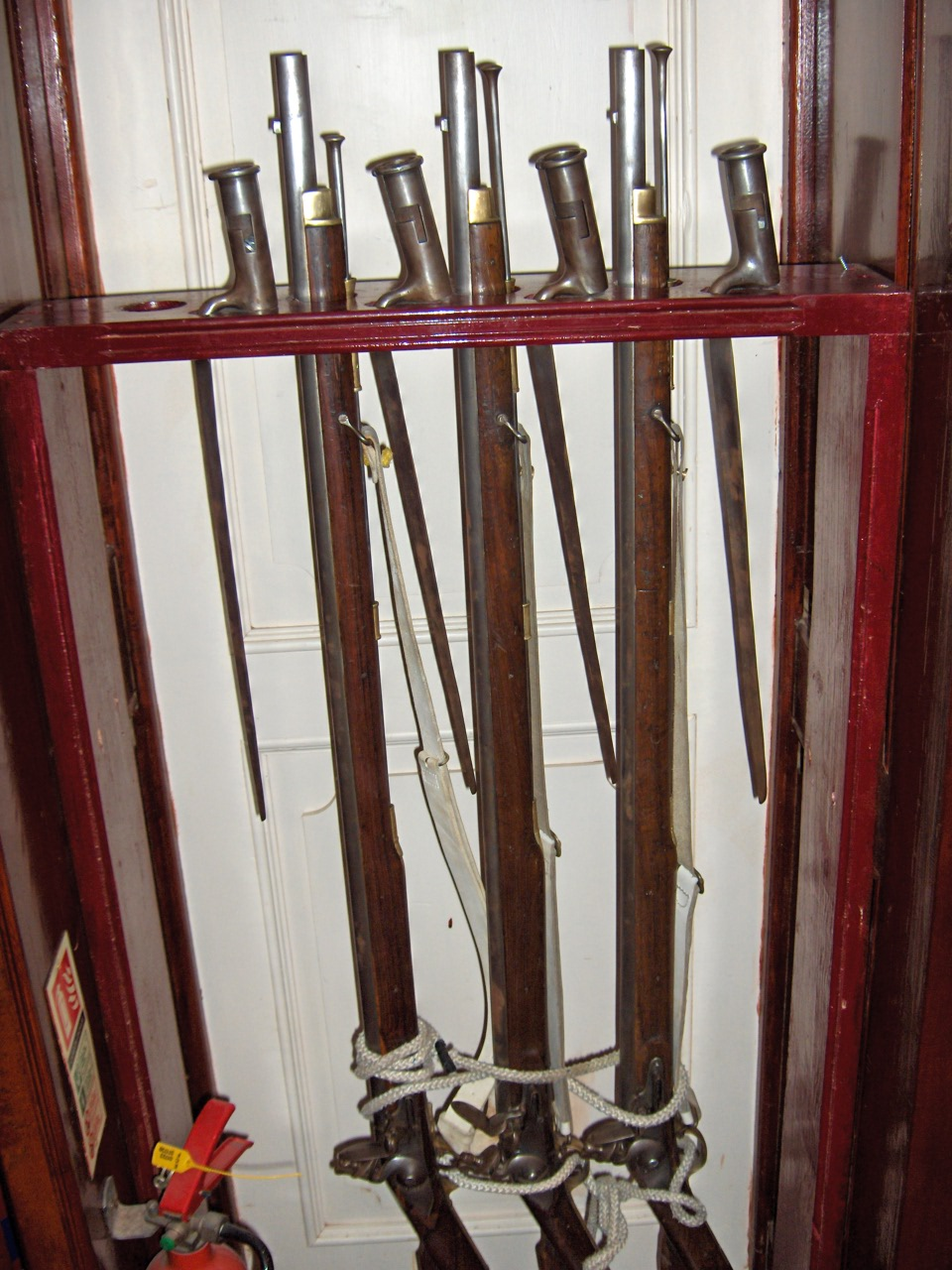
Mosquetes y bayonetas a bordo de la fragata Grand Turk.

El mosquete es un arma de fuego de infantería que se empleó desde el siglo XVI hasta el siglo XIX, caracterizada por cargarse a través de la boca del cañón (avancarga). Las distintas tecnologías de disparo incluyen, de más antiguo a más moderno, la mecha, la rueda, el pedernal y la cápsula fulminante.
A mediados del siglo XVI, este tipo de mosquete desapareció gradualmente a medida que disminuyó el uso de armaduras pesadas, pero "mosquete" continuó como el término genérico para las armas largas de ánima lisa hasta mediados del siglo XIX. A su vez, este estilo de mosquete se retiró en el siglo XIX cuando se hicieron comunes los mosquetes estriados (simplemente llamados "fusiles" en la terminología moderna) usando la bala Minié (inventada por Claude-Étienne Minié en 1849). El desarrollo de las armas de fuego de retrocarga que utilizan cartuchos autónomos (introducido por Casimir Lefaucheux en 1835) y el primer fusil de repetición confiable producido por Winchester Repeating Arms Company en 1860 también condujo a su desaparición. Cuando los fusiles de repetición se volvieron comunes, se los conocía simplemente como "fusiles", lo que puso fin a la era del mosquete.

## Utilidad
Surgió como evolución del arcabuz y su cañón mide hasta metro y medio. Era grande y pesado y se necesitaba una horquilla para apoyarlo si se quería apuntar de manera correcta. Debido a esto y a su menor precio, el arcabuz siguió usándose también durante el siglo XVII. Más tarde fue evolucionando a modelos más ligeros, que se impusieron definitivamente con el siglo XVIII. El mosquete usaba balas el doble de pesadas que el arcabuz, con el lógico aumento del poder de detención. Su alcance efectivo era de igual manera mayor. Solía dispararse a unos 50 metros, aunque en teoría su alcance eficaz rozaba los 100, frente a los 50 metros del arcabuz, que solía dispararse a 25 metros o menos. 
A partir de mediados del siglo XVII, deja de usarse la llave de mecha y se emplea un sistema de disparo en teoría muy similar, pero en la práctica mucho más moderno para la época, puesto que incorporaba una llave de chispa asistida por un pedernal, permitiendo una mayor velocidad de disparo y eliminando la engorrosa mecha del arcabuz.

## Evolución
Aunque se desconozca quién lo hizo, el arcabuz y el mosquete son armas de avancarga muy parecidas, en origen representaban dos conceptos de guerra distintos. El arcabuz era un arma ligera, algo más manejable que el mosquete, lo que permitía a sus usuarios operar, en términos actuales, como infantería ligera: tropa con amplia capacidad de maniobra de uso múltiple.
El mosquete, en su origen, era sencillamente artillería portátil. Se utilizaba por su mayor capacidad de detención del enemigo. Sin embargo, era más caro, muy difícil de cargar y muy pesado —lo que exigía el uso de una horquilla para apuntarlo—, por lo que, al principio, solo se destinaba a su uso a los soldados más vigorosos e instruidos.

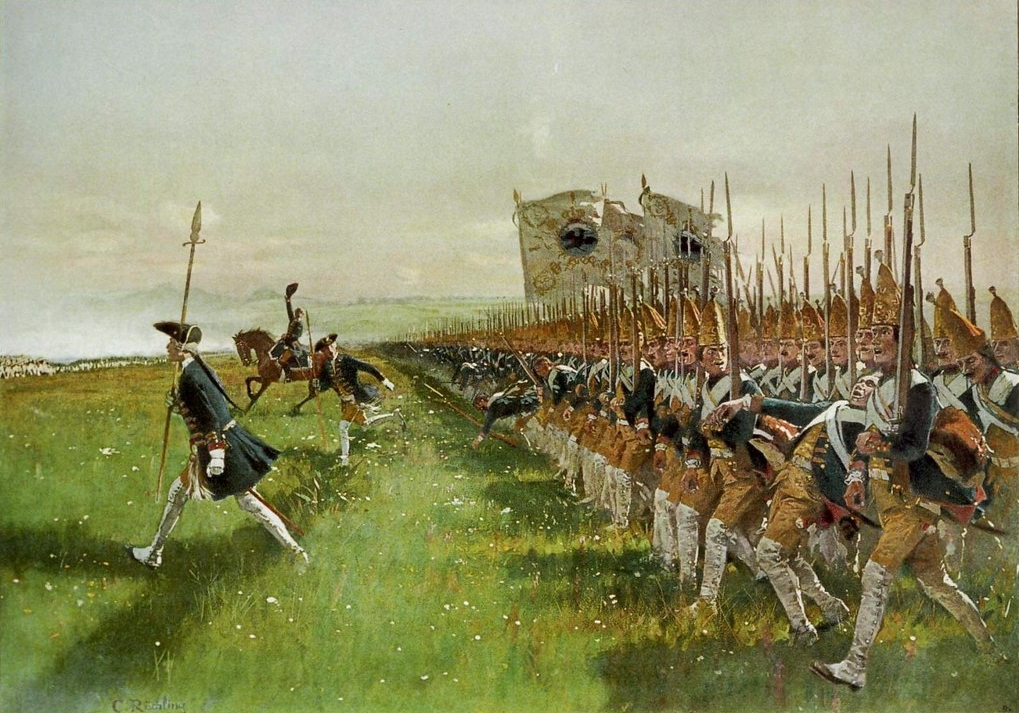
El Batallón prusiano de granaderos de la guardia atacando con mosquetes durante la Batalla de Hohenfriedeberg (Guerra de Sucesión Austriaca), el 4 de junio de 1745. Cuadro de Carl Röchling (1855-1920).

En formación cerrada, ambos tipos de tropa combatían en lo que se llamaban en España, en los tercios, "mangas", y que no eran otra cosa que una agrupación de compañías en los flancos de los batallones de picas.
El proyectil del mosquete (como el del arcabuz) debía tener un calibre más pequeño que el de cañón que lo debía disparar para poder cargarla con cierta comodidad, por lo que gran parte de la potencia impulsora de la deflagración se perdía. Además, en su trayecto por el cañón, la bala iba "rebotando" por el cañón de forma que era muy difícil determinar su trayectoria a la salida por la boca. De ahí la baja precisión y alcance de este tipo de armas.
El mosquetero era un soldado que rara vez llevaba otra armadura que un coleto de cuero, debido al peso de su equipo —en contraste con el arcabucero, que podía llegar a usar cascos e incluso corazas—. Para las cargas, el mosquetero llevaba los llamados “los doce apóstoles”, que era un cinturón de cuero en bandolera con doce pequeños depósitos de madera con la medida precisa de pólvora gruesa necesaria para cargar la recámara del arma. Que un soldado llevase a la batalla solo doce cargas muestra la baja cadencia de fuego de este tipo de arma.
También llevaba en bandolera una polvorera o cebador, pequeño depósito de pólvora fina para cebar la cazoleta que iniciaba el proceso de disparo, y en una bolsita al costado, las balas de plomo, llamadas comúnmente “pelotas”. El hecho de llevar la mecha encendida por ambos extremos provocaba no pocos riesgos, que a veces terminaban en trágicos accidentes, al encender cargas o polvoreras. El mosquetero solía llevar, además, espada y daga para la defensa cercana, aunque no era inusual usar el mismo mosquete como maza.
La principal ventaja del mosquete era su poder de penetración, y su éxito fue tal que poco a poco las armaduras se fueron eliminando del campo de batalla por inútiles, lo que a su vez permitió el aligeramiento del mosquete. En la segunda mitad del siglo XVII, los mosquetes eran lo suficientemente ligeros para desprenderse de la horquilla. Esta evolución hizo que el mosquetero fuera sustituyendo poco a poco al arcabucero en los ejércitos europeos, unificando los conceptos tácticos de potencia de fuego y versatilidad en un solo soldado.
A finales del siglo XVII, el mosquete se apropia definitivamente del campo de batalla. De las llaves de mecha y rueda de sus inicios, se pasará a la llave de chispa. La incorporación de la bayoneta, primero encastrada -se introducía en el cañón e impedía disparar- y luego, a mediados del siglo XVIII, de cubo –que puede calarse sin obstruir el cañón-, permitirán prescindir de la infantería con picas en favor de más mosqueteros. Por primera vez en la historia, los hombres en el campo de batalla no eran una mezcla de espadachines, piqueros, arcabuceros, ballesteros, arqueros y jabalineros; casi todos los ejércitos comenzaron a estandarizar sus fuerzas militares dejando en la lucha frente a frente solo a los mosqueteros, por el poder de fuego que representaban y porque, si estaban entrenados y mantenían la organización, se podían defender también de la caballería a través de formaciones como el cuadro de infantería.
El mosquetero no se parecía en nada al de los inicios, siendo este más estilizado y ligero. Por el lado de la munición también se avanzó: Cada carga de pólvora estaba ahora embalada con su proyectil en un cilindro de papel y estibada en una cartuchera que lo protegía con tapas de seguridad y lo mantenía separado del sistema de ignición, haciendo su uso y manejo mucho más seguro. 
Los nuevos sistemas de disparo y embalaje de carga y bala permitían, además, reducir y simplificar el número de movimientos necesarios para cargar el arma. Aun así, una tropa podía considerarse muy bien instruida si conseguía que sus soldados efectuasen tres disparos en un minuto. Las cartucheras podían tener de 20 a 40 cargas.
A finales de la época napoleónica, se empezaron a generalizar las armas con ánima estriada que hacían que la bala girase en el cañón, lo cual procuraba una mayor precisión y alcance. Posteriormente, la llave de chispa dejó paso a la llave de percusión. Así terminaba la era del mosquete y empezaba la del fusil.

## Operación

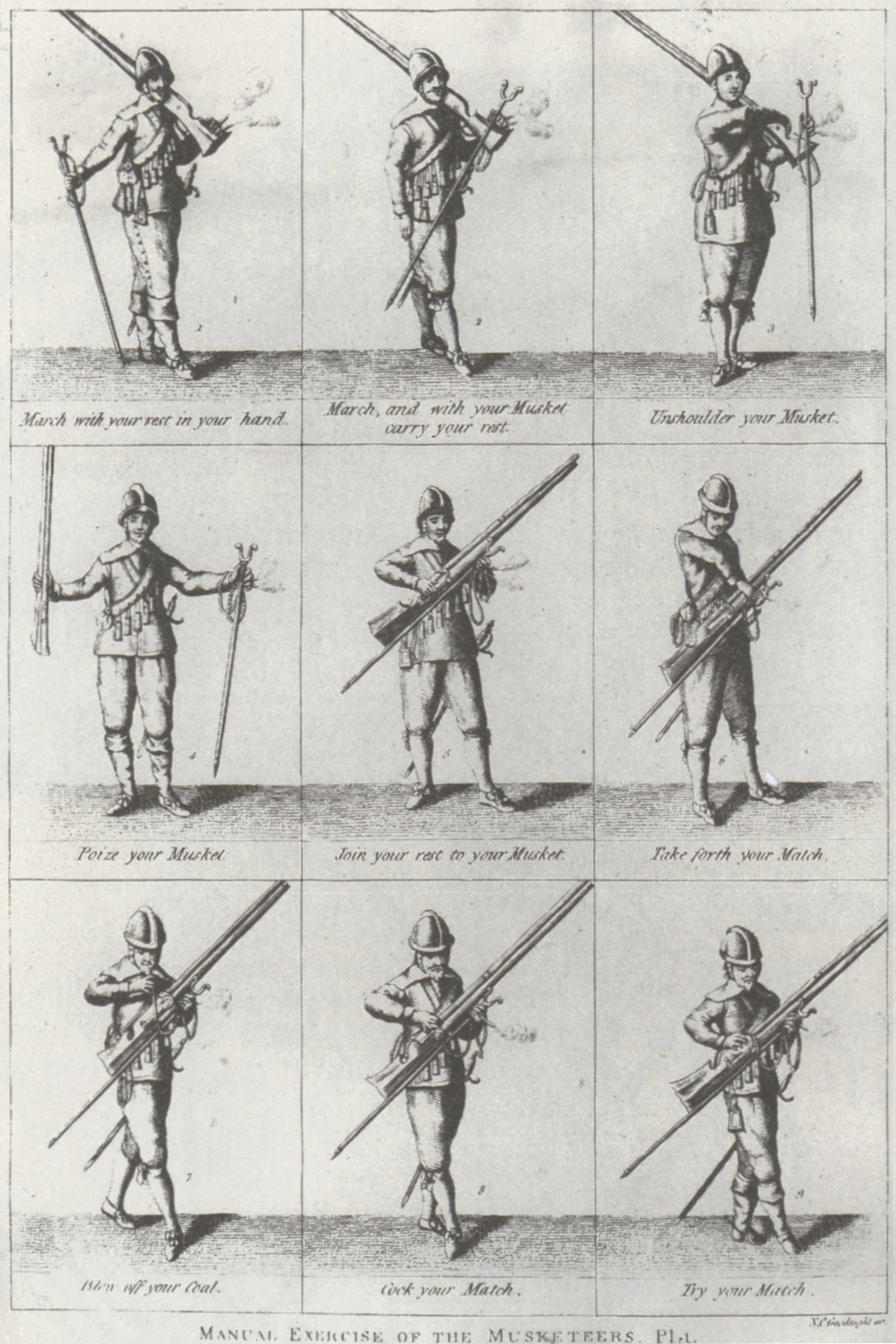
Un manual del Nuevo Ejército Modelo de la Guerra Civil Inglesa que muestra una parte de los pasos necesarios para cargar y disparar un modelo de mosquete primitivo. La necesidad de completar este difícil y potencialmente peligroso proceso lo más rápido posible condujo a la creación de los ejercicios militares.-

Cada nación desarrolló su propio procedimiento de entrenamiento de carga y disparo. En el siglo XVI, en el continente europeo, el proceso para un mosquete era de la siguiente manera:
- Con el mosquete y el soporte en la mano izquierda, abra la cazoleta de cebado.
- Prepare la cazoleta con pólvora.
- Cerrar la cubeta.
- Llevar el mosquete al lado de la espada con la boca hacia arriba mientras el resto se queda atrás.
- Tomar una carga, abrir la carga, verter la pólvora de la carga en el cañón.
- Tomar una bola, ponerla en el cañón.
- Retire la baqueta y colóquela en el cañón.
- Carga de carnero.
- Retirar la baqueta del cañón y devolverla al lugar donde está guardada.
- Traer el mosquete hacia arriba, reconectar el descanso en la mano izquierda.
- Con la mano derecha, tome el fósforo encendido de la mano izquierda, sople el exceso de ceniza y colóquelo en las mandíbulas de la serpentina.
- Pruebe el fósforo girando la serpentina con la mano derecha y observando dónde el extremo brillante entra en contacto con la tapa del plato; debe estar alineado con el centro del plato.
- Proteja el plato con los dedos de la mano derecha.
- Sople el exceso de ceniza del fósforo, abra la cazoleta, saque el mosquete, apunte, apriete el gatillo para llevar el fósforo encendido a la cazoleta y encienda la energía, descargando así el mosquete.
- Bajar la culata del mosquete del hombro y tomar el apoyo en la mano izquierda.
- Retirar el fósforo del serpentín con la mano derecha y colocarlo entre los dedos de la mano izquierda.
- Cierre la cazoleta para preparar el siguiente disparo.

El proceso en Inglaterra en aquella época era diferente, ya que la carga principal se cargaba antes de cebar el platillo. Cebar el platillo antes de cargar la carga principal es una buena práctica, ya que si una brasa errante del extremo incandescente del cordón de la cerilla encendiera la pólvora de cebado antes de cerrar la tapa, el resultado sería simplemente un destello en el platillo. Si se cargara la carga principal antes de cebar el platillo, el daño provocado por la primera situación podría ser catastrófico.
En el siglo XVIII, como lo tipifica el mosquete inglés Brown Bess equipado con llave de chispa , la carga y el disparo se realizaban de la siguiente manera:
- A la orden de "cebar y cargar", el soldado daría un cuarto de vuelta a la derecha al mismo tiempo que llevaría el mosquete a la posición de cebado. La bandeja estaría abierta después de la descarga del disparo anterior, lo que significa que el frizzen estaría inclinado hacia adelante. Si el mosquete no se recargaba después de un disparo anterior, se ordenaría a los soldados "Abris la bandeja".
- A la orden "maneja el cartucho", el soldado sacaría un cartucho de la caja de cartuchos que llevaba en su cadera derecha  o en un cinturón frente a su vientre. Los cartuchos consistían en una bola esférica de plomo envuelta en un cartucho de papel que también contenía el propulsor de pólvora. El extremo del cartucho opuesto a la bola se sellaba con un simple giro del papel. A continuación, el soldado arrancaba el extremo retorcido del cartucho con los dientes y lo escupía y continuaba sosteniendo el cartucho ahora abierto en su mano derecha.
- Al dar la orden de "cebar", el soldado tiró del martillo hacia atrás hasta la mitad y vertió una pequeña cantidad de pólvora del cartucho en la bandeja de cebado. A continuación, cerró el encrespador para que la pólvora de cebado quedara atrapada.
- Al dar la orden "sobre", se bajaba la culata del mosquete y se colocaba contra la pantorrilla izquierda del soldado y se mantenía para que éste pudiera acceder a la boca del cañón del mosquete. El soldado vertía entonces el resto de la pólvora del cartucho por la boca del cañón. A continuación, se invertía el cartucho y se introducía en la boca del cañón el extremo del cartucho que contenía la bala de mosquete, y el papel restante se introducía en la boca del cañón por encima de la bala de mosquete. Este papel actuaba como guata para evitar que la bala y la pólvora se cayeran si se bajaba la boca del cañón.
- Cuando se ordenaba "sacar baquetas", el soldado sacaba la baqueta del mosquete. La baqueta se agarraba y se invertía al sacarla, y el extremo grande se introducía aproximadamente una pulgada en la boca del cañón.
- Al dar la orden de "bajar el cartucho", el soldado utilizaba la baqueta para introducir firmemente la guata, la bala y la pólvora hasta la breech del cañón. A continuación, se retiraba la baqueta, se invertía y se volvía a colocar en la mitad del mosquete introduciéndola en los tubos de la primera y segunda baqueta. La mano del soldado agarraba entonces la parte superior de la baqueta.
- Al dar la orden de "devolver la baqueta, el soldado empujaba rápidamente la baqueta la cantidad restante para devolverla completamente a su posición normal. Una vez que la baqueta estaba bien colocada, el brazo derecho del soldado se mantenía paralelo al suelo a la altura del hombro, con las puntas de los dedos derechos tocando la lengüeta de la bayoneta, y presionando ligeramente el mosquete contra el hombro izquierdo del soldado. La mano izquierda del soldado seguía sosteniendo el mosquete.

(En ningún momento el soldado colocaba el mosquete en el suelo para cargarlo)
- A la orden "Prepárense, el mosquete se levanta, perpendicular al suelo, con la mano izquierda en la culata, el cerrojo girado hacia la cara del soldado, y la mano derecha del soldado tira del cerrojo hasta el tope y agarra la muñeca del mosquete.
- A la orden de "presentar", la culata del mosquete se llevaba al hombro derecho del soldado, mientras que al mismo tiempo el soldado bajaba la boca del cañón a la posición de disparo, paralela al suelo, y apuntando (si el soldado había sido entrenado para disparar a "marcas") a lo largo del cañón al enemigo.
- A la orden de "fuego, el soldado apretaba el gatillo, y el mosquete (con suerte) disparaba. Se dejaba pasar un segundo completo, y entonces se bajaba rápidamente el mosquete a la posición de carga, con la culata contra la cadera derecha del soldado, la boca del cañón descentrada hacia la izquierda en un ángulo de unos cuarenta y cinco grados, y el soldado miraba hacia su sartén abierta para determinar si el cebo se había encendido.

Este proceso se inculcó a las tropas hasta que pudieron completar el procedimiento al oír una sola orden de "cebar y cargar". No se daban más órdenes verbales hasta que el mosquete estaba cargado, y la opción era dar a los soldados la orden de "Preparados", o mantener el mosquete para el movimiento con la orden de "Arrimar el hombro". La principal ventaja de la British Army era que el soldado de infantería se entrenaba en este procedimiento casi todos los días. Un grupo de soldados de infantería regular debidamente entrenado era capaz de cargar y disparar cuatro cartuchos por minuto. Una compañía de infantería de primera línea podía cargar y disparar cinco cartuchos en un minuto.
Muchos soldados preferían reducir los procedimientos estándar de recarga de mosquetes para aumentar la velocidad de disparo. Esta declaración es de Thomas Anburey, que sirvió como teniente en el ejército de Burgoyne:
"Aquí no puedo dejar de observar, si procedía de una idea de auto-preservación, o del instinto natural, pero los soldados mejoraron en gran medida el modo en que se les enseñó, en cuanto a la expedición. Porque tan pronto como habían cebado sus piezas y puesto el cartucho en el cañón, en lugar de embestirlo con sus varas, golpeaban el extremo de la pieza en el suelo, y llevándolo al presente, lo disparaban".